# Nikolaos van Dam
Nikolaos (Koos) van Dam (* 1. April 1945) ist ein niederländischer Orientalist, Diplomat und Autor zum Nahen Osten. Er war niederländischer Botschafter im Irak, Ägypten, Deutschland und Indonesien.

## Ausbildung und Karriere
Van Dam studierte Arabische Sprache und Islam sowie Politik- und Sozialwissenschaften an der Universität von Amsterdam, wo er 1973 einen Magisterabschluss (Doctorandus) cum laude erhielt. An derselben Universität promovierte er 1977 im Fach Literatur. Er unterrichtete Moderne Nahostgeschichte an der Universität von Amsterdam (1970–1975), war Erster Sekretär an der niederländischen Botschaft in Beirut, zuständig für Libanon, Jordanien und Zypern (1980–1983), Geschäftsträger der Niederlande in Tripolis, Libyen (1983–1985) und stellvertretender Direktor für afrikanische und Nahost-Angelegenheiten im niederländischen Außenministerium (1985–1988). Er war auch Botschafter der Niederlande in Bagdad, Irak (1988–1991; bis 2004 akkreditiert), in Kairo, zuständig für Ägypten und die besetzten palästinensischen Gebiete (1991–1996), in Ankara, zuständig für die Türkei und Aserbaidschan (1996–1999), in Bonn und Berlin, Deutschland (1999–2005) und in Jakarta (2005–2010), zuständig für Indonesien und Osttimor.

## Autor
Er ist Autor von „The struggle for power in Syria: sectarianism, regionalism, and tribalism in politics, 1961–1978“ (Der Machtkampf in Syrien: Sektierertum, Regionalismus und Stammesstrukturen in der Politik, 1961–1978), sowie dem darauffolgenden Werk „The struggle for power in Syria: sectarianism, regionalism and tribalism in politics, 1961–1994“ (Der Machtkampf in Syrien: Sektierertum, Regionalismus und Stammesstrukturen in der Politik, 1961–1994), 1995.

## Ehrungen
- Orden von Oranien-Nassau (Niederlande)
  - Offizier (1991)
  - Ritter (1983)
- Ritterkomtur des Verdienstordens der Bundesrepublik Deutschland (2005)
- Großoffizier des Verdienstordens des Großherzogtums Luxemburg (2003)